# 林美智子 (女優)
林 美智子（はやし みちこ、1939年〈昭和14年〉6月6日 - ）は、日本の女優。
愛媛県八幡浜市出身。

## 略歴
愛媛県立八幡浜高等学校を卒業した後に大阪松竹歌劇団附属音楽舞踊学校に入学した。同校卒業後の1959年、大阪の劇団新春座に入団した。舞台『びっくり捕物帳』でデビューした。退団後は東京に拠点を移し、映画、テレビ、舞台など多方面で活動している。
1964年、NHK連続テレビ小説の第4作『うず潮』に林フミ子役で主演を務めた。NHK大阪放送局が制作する初の連続テレビ小説で、新人女優がヒロインに抜擢された第1号となる。1965年の第16回NHK紅白歌合戦で紅組司会を務めた。

## 出演

### 映画
- 放浪記（1962年）
- 祭りだお化けだ全員集合!!（1972年）
- 悪魔の手毬唄（1977年）
- 俺ら東京さ行ぐだ（1985年）
- 愛しのチィパッパ（1986年）
- 泣き虫チャチャ（1987年）
- 優駿 ORACION（1988年）
- 12人の優しい日本人（1991年） - 陪審員10号 役
- セイリング 海にはばたく（1992年）
- 郡上一揆（2000年）
- 柔らかな頬（2001年）
- 船を降りたら彼女の島（2003年）
- 種まく旅人〜みのりの茶〜（2012年）

### テレビドラマ
- 連続テレビ小説（NHK総合）
  - うず潮（1964年 - 1965年） - 主演・林フミ子 役
  - なっちゃんの写真館（1980年）
  - おんなは度胸（1992年）
- おもろい女（1965年、NHK総合） - 森光子 役
- ケンチとすみれ（1967年、NHK総合）
- 女優 わが道（1969年、NHK総合） - 杉村春子 役
- 鬼平犯科帳（松本幸四郎版） 第1シリーズ第2話「四度目の女房」（1969年、NET/東宝）- おまさ 役
- 徳川おんな絵巻 第38話「子供がいっぱい」、第39話「みなしごたちの太陽」（1971年、関西テレビ）
- 火曜日の女シリーズ 花は見ていた（1971年、日本テレビ / ユニオン映画） - 桜井杏子 役
- 花王 愛の劇場 （TBS）
  - 真実一路（1971年）
  - 愛の激流（1987年）
  - ああ結婚（1990年）
- わが子は他人（1974年、TBS）
- ちょっとしあわせ（1974年 - 1975年、NET） - ちどり 役
- 水戸黄門（TBS、C.A.L）
  - 第7部 第8話「ちゃんの土俵入り・青森」（1976年7月12日） - おすみ 役
  - 第20部 第14話「湯煙り義侠の助太刀・松山」（1991年2月11日） - おかつ 役
- 愛のサスペンス劇場「裁きの夏」（1976年、日本テレビ / C.A.L）
- ドラマ人間模様（NHK総合）
  - 「定年後」（1977年） - 岡田茂子 役
- 坂部ぎんさんを探して下さい（1978年10月5日、読売テレビ） - 大原みずえ 役
- 東芝日曜劇場「松本清張おんなシリーズ・熱い空気」（1979年、TBS）
- 熱中時代 教師編第2シリーズ「火事とケンカの居候」（1980年、日本テレビ / ユニオン映画） - 母親・トシ子 役
- 土曜ドラマ（NHK総合）
  - 大阪ドン・キホーテ（1981年） - 重森妙子 役
- 北の国から（連続シリーズ 1981年 - 1982年フジテレビ） - 笠松みどり(正吉の母親) 役
  - 北の国から83冬(1983年)
  - 北の国から84夏(1984年)
  - 北の国から98時代(1998年)
- 山を走る女（1981年11月19日、日本テレビ） - 克子 役
- 母ちゃんの牧場（1984年、東海テレビ）
- 西田敏行の泣いてたまるか 第1話「花嫁のお父ちゃん」（1986年10月21日、TBS / 国際放映）
- おんなは一生懸命（1987年 - 1988年、TBS） - 神野高子 役
- 母の言いぶん（1989年、NHK総合 銀河テレビ小説）- 君子 役
- 裸の大将 （関西テレビ）
  - 第31話「下駄の鳴る丘」（1989年） - きぬ 役
  - 第51話「清と月の砂漠」（1991年） - 桜井亜沙子 役
- 長七郎江戸日記 第3シリーズ 第17話「春遠からじ」（1991年、日本テレビ / ユニオン映画） - おきん 役
- おとなの選択（1992年、TBS）
- 土曜ワイド劇場「化粧坂連続殺人事件」（1993年、テレビ朝日）
- 月曜ドラマスペシャル（TBS）
  - 「親子弁護士の探偵帖(2)」（1996年） - 牧原すずえ 役
  - 「弁護士芸者のお座敷事件簿(1)」（1997年）
- 櫂（1999年5月6日 - 20日、NHK-BS2、衛星ドラマ劇場）- 小笠原梅 役[5]
- 昔の男（2001年、TBS）
- ホーム&アウェイ（2002年、フジテレビ）
- 月曜ミステリー劇場「浅見光彦シリーズ(18)華の下にて」（2004年、TBS） - 松浦登喜枝 役
- 金曜エンタテイメント「赤い霊柩車(19)見知らぬ招待客」（2004年、フジテレビ）
- 月曜ゴールデン「検事・沢木正夫(2)公訴取消し」（2006年、TBS） - 森島八重子 役

### その他
- 第16回NHK紅白歌合戦（1965年、NHK総合・ラジオ第1） - 紅組司会